# Crouy-sur-Ourcq
Crouy-sur-Ourcq település Franciaországban, Seine-et-Marne megyében. Lakosainak száma 1806 fő (2022. január 1.). Crouy-sur-Ourcq Montigny-l’Allier, Ocquerre, Vendrest, Neufchelles, Varinfroy, Coulombs-en-Valois és May-en-Multien községekkel határos.

## Népesség
A település népességének változása:
| Lakosok száma | 1851 | 1943 | 1974 | 1914 | 1869 | 1825 | 1820 | 1808 | 1806 |
|               | 2013 | 2015 | 2016 | 2017 | 2018 | 2019 | 2020 | 2021 | 2022 |